# Sistema de gobierno dual tibetano

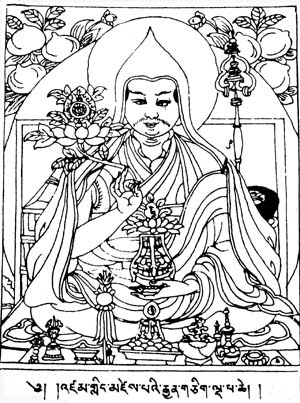
Ngawang Lobsang Gyatso, el quinto Dalai Lama, implementó el tradicional cho-sid-nyi (sistema dual) en el Tíbet.

El sistema de gobierno dual tibetano es la forma de gobierno diárquica tradicional de los pueblos tibetanos, por el cual el Desi (gobernante temporal) coexiste con la autoridad espiritual del reino, usualmente unificada bajo un tercer gobernante individual. La distribución efectiva del poder entre las instituciones varía con el tiempo y la ubicación. El nombre tibetano del sistema, Chos-srid-gnyis o cho-sid-nyi, significa literalmente «tanto Dharma como temporal», pero también puede traducirse como «sistema dual de religión y política».
Debido a que el gobernante supremo es el patrón y protector de la religión estatal, algunos aspectos del sistema dual de gobierno se pueden comparar con la Gobernación Suprema de la Iglesia de Inglaterra, o incluso con la teocracia. Sin embargo, otros aspectos se parecen al secularismo, con el objetivo de separar las doctrinas de la religión y la política. Bajo el cho-sid-nyi, las autoridades religiosas y temporales ejercen un poder político real, aunque dentro de instituciones oficialmente separadas. Los funcionarios religiosos y seculares pueden trabajar codo con codo, cada uno siendo responsable ante sus respectivas burocracias.

## Historia
Desde al menos el período de la presencia mongola en el Tíbet durante los siglos XIII y XIV, los clérigos budistas y Bön habían participado en el gobierno secular, teniendo los mismos derechos que los laicos para ser nombrados funcionarios estatales, tanto militares como civiles. Este sistema contrastaba fuertemente con el de China, en el que la visión budista de la política como una «ciencia funesta», así como el monopolio confuciano sobre la burocracia, impedían tal actividad política por parte de los Sangha. Por la dinastía Ming (fundada en 1368), los Sakya ocuparon el cargo por encima de los jefes de ambos componentes, encarnando un gobierno de ambos, chos y srid. Como resultado, había dos conjuntos de leyes y funcionarios, el religioso (tibetano: ལྷ་ སདེ་, Wylie: lha-sde) y el temporal (tibetano: མི་ སྡེ་, Wylie: mi-sde), sin embargo, las ramas compartían el gobierno y no operaban exclusivamente el uno del otro. Este sistema político a menudo operaba bajo la soberanía mongola y china, con el respectivo emperador por encima de la administración local tibetana.
La forma de gobierno tibetana desde 1642 hasta 1951 fue la del cho-sid-nyi. El sistema dual se implementó durante un período de consolidación bajo el Quinto Dalai Lama (1642-1682), quien unificó religiosa y políticamente al Tíbet después de una prolongada guerra civil. Él puso al gobierno del Tíbet bajo el control de la escuela Gelug del budismo tibetano después de derrotar a las sectas rivales Kagyu y Jonang y al gobernante secular, el príncipe Tsangpa. El modelo tibetano buscaba producir una síntesis de los componentes complementarios de la norma mundana: Dharma (tibetano: ཆོས་ ལུགས་, Wylie: chos-lugs) y Samsara (tibetano: འཇིག་ རྟེན་, Wylie: 'jig-rten). Una suposición básica de este sistema es que el señor temporal dependía de la religión para la legitimidad, mientras que la institución de la religión estatal dependía del patrocinio y la protección de la elite política.

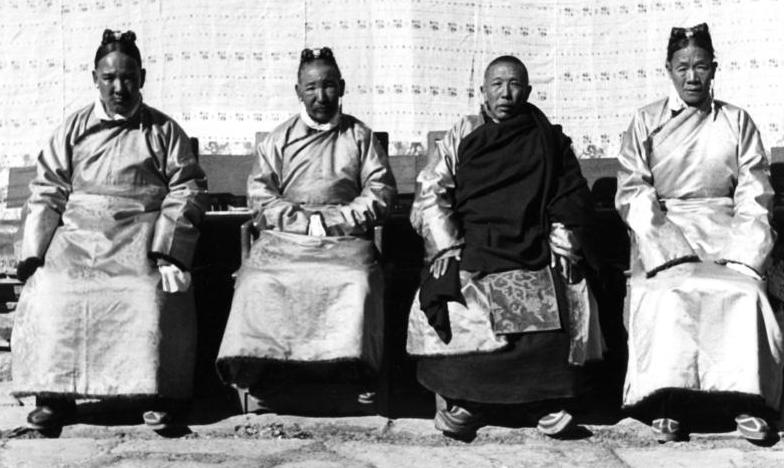
El Kashag tibetano en 1938-39. Entre 1751 y 1951, el Kashag reemplazó el cargo del Desi en el sistema dual tibetano, el cho-sid-nyi.

En 1751, el Séptimo Dalai Lama abolió el puesto de Desi (o Regente), en quien se había colocado demasiado poder. El Desi fue reemplazado por el Kashag (Consejo de Gobierno) para representar a la administración civil. El Dalai Lama se convirtió en el líder espiritual y político del Tíbet.
En Bután, el sistema dual fue establecido por Shabdrung Ngawang Namgyal en el siglo XVII bajo el código conocido como Tsa Yig. Habiendo huido de la persecución sectaria en el Tíbet, Ngawang Namgyal estableció el linaje Drukpa como la religión del Estado. Bajo el sistema butanés, los poderes de gobierno se dividieron entre la rama religiosa encabezada por el Je Khenpo del linaje Drukpa y la rama administrativa civil encabezada por el Druk Desi. Tanto el Je Khenpo como el Druk Desi estaban bajo la autoridad nominal del Shabdrung, una reencarnación de Ngawang Namgyal. Después de la muerte de Shabdrung Ngawang Namgyal, Bután siguió nominalmente el sistema dual de gobierno. En la práctica, el Shabdrung solía ser un niño bajo el control del Druk Desi, y los penlops regionales (gobernadores) a menudo administraban sus distritos desafiando al Druk Desi, hasta el surgimiento de la monarquía unificada a principios del siglo XX.
En Ladakh y Sikkim, dos dinastías Chogyal relacionadas reinaron con control absoluto, salpicadas por períodos de invasión y colonización por parte del Tíbet, Bután, India, Nepal, Pakistán y el Imperio británico. La base de la monarquía Chogyal tanto en Ladakh como en Sikkim fue su reconocimiento por parte de los Tres Lamas, y el título Chogyal (tibetano: ཆོས་ རྒྱལ་, Wylie: chos-rgyal; «Dharma Raja» o «Rey religioso») se refiere a sí mismo como un sistema dual de gobierno. La dinastía Namgyal de Ladakh duró desde 1470 hasta 1834. La autonomía de la elite tibetana en Ladakh, así como su sistema de gobierno, terminó con las campañas del general del reino sij Zorawar Singh y la soberanía de Rajput. Ladakh se convirtió en una región dentro del estado indio de Jammu y Cachemira. La dinastía Namgyal continuó en Sikkim desde 1542 hasta 1975, cuando el reino votó por plebiscito para unirse a la India.

## Versiones contemporáneas

### Reino de Bután

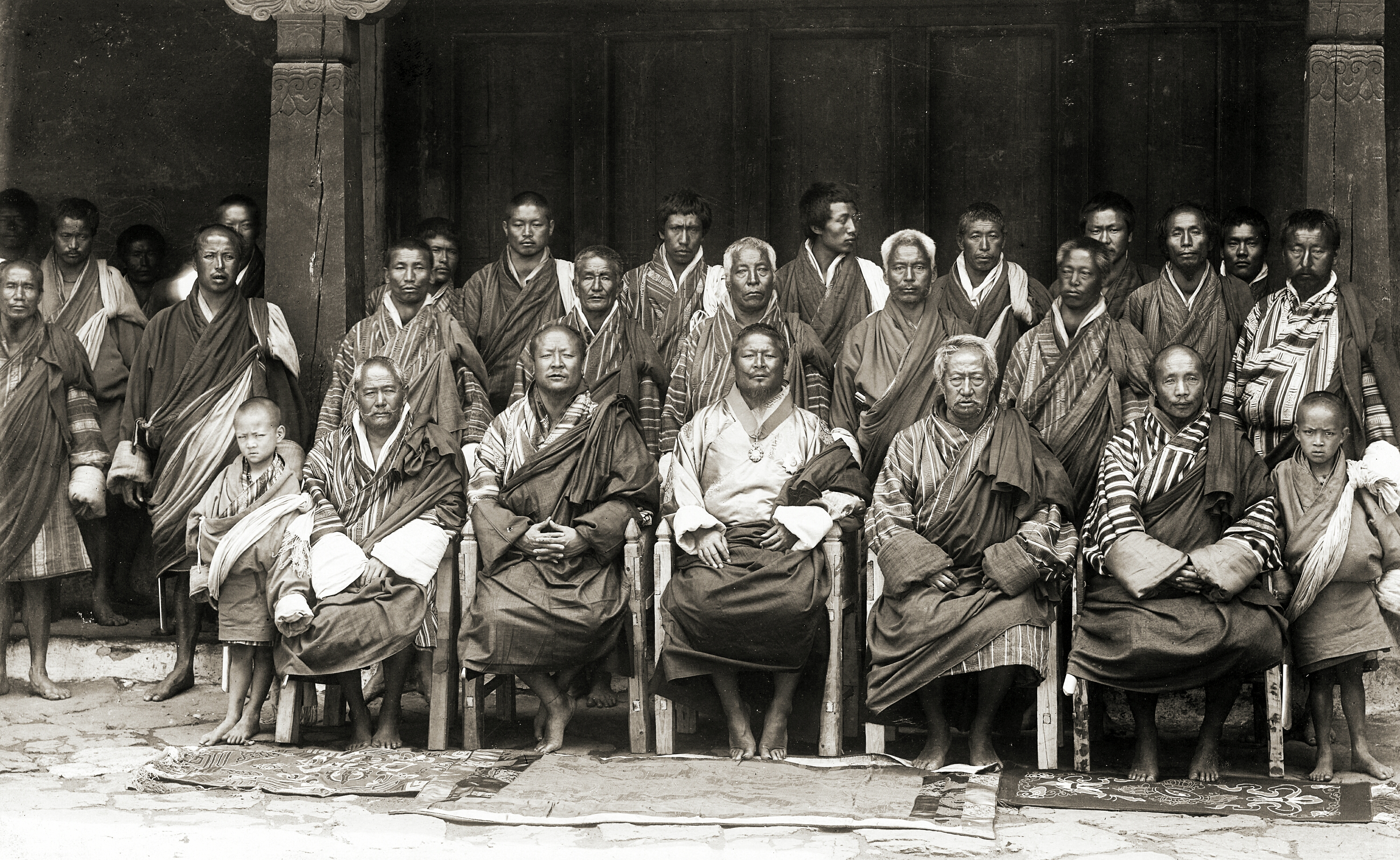
El monarca Ugyen Wangchuck y sus consejeros en Punakha, fundador de la dinastía Wangchuk, bajo la cual se reformuló el sistema dual de gobierno.

El único ejemplo moderno de un gobierno soberano que opera bajo el sistema dual de gobierno es Bután, aunque existe en una forma altamente modificada. En 1907, en un esfuerzo por reformar el sistema político disfuncional, los penlops (gobernadores) de Bután orquestaron el establecimiento de una monarquía butanesa con Ugyen Wangchuck, el penlop de Trongsa, instalado como rey hereditario, con el apoyo de Gran Bretaña y en contra de los deseos de Tíbet. Desde el establecimiento de la dinastía Wangchuck en 1907, el cargo de Druk Desi ha estado en poder del actual Druk Gyalpo (el rey de Bután). Bajo la monarquía, la influencia relativa del Je Khenpo ha disminuido. Sin embargo, la posición sigue siendo poderosa y el Je Khenpo es típicamente visto como el asesor más cercano y más poderoso del Druk Gyalpo.
El cargo de Shabdrung no ha corrido la misma suerte que en el diseño original, y ha sido incluida en el cargo del Druk Gyalpo. La familia real sufrió cuestionamientos a su legitimidad en sus primeros años, con las reencarnaciones de los diversos Shabdrungs significando una amenaza latente. Según una fuente de Drukpa, el hermano de Shabdrung, Chhoki Gyeltshen, desafió el acceso del rey Jigme Wangchuck en 1926. Se rumoreaba que se había reunido con Mahatma Gandhi para obtener apoyo a favor de los Shabdrung en contra del rey. El Séptimo Shabdrung, Jigme Dorji fue confinado al monasterio de Talo y murió en 1931, bajo los rumores de asesinato. Él fue el último Shabdrung reconocido por Bután; los reclamantes posteriores a la encarnación no han sido reconocidos por el gobierno. En 1962, Jigme Ngawang Namgyal, conocido como Shabdrung Rimpoche para sus seguidores, huyó de Bután hacia la India, donde pasó el resto de su vida. Hasta 2002, los peregrinos butaneses pudieron viajar a Kalimpong, justo al sur de Bután, para visitar al Maestro. El 5 de abril de 2003, el Shabdrung murió. Algunos de sus seguidores afirman que fue envenenado, mientras que Kuensel, el periódico oficial del gobierno butanés, explicó que había muerto tras una larga pelea contra el cáncer. A principios de 2007, el actual Shabdrung Pema Namgyel, que en ese momento era un niño pequeño, se tomó conocimiento que había sido puesto bajo arresto domiciliario en Bután junto con sus padres desde 2005, después de haber sido invitado a Bután desde su hogar en Bodh Gaya, India.
La Constitución de Bután, promulgada en 2008, confirma el compromiso de Bután con el sistema dual de gobierno. Sin embargo, el título de Druk Desi nunca aparece mencionado en la Constitución, y todos los poderes administrativos se confieren directamente al Druk Gyalpo y a las oficinas civiles. Además, el Druk Gyalpo designa al Je Khenpo con el asesoramiento de los Cinco Lopones. En la Constitución de 2008, tampoco hay referencia alguna al cargo de Shabdrung.

### Gobierno tibetano en el exilio
El parlamento del gobierno tibetano en el exilio consta de 43 a 46 miembros, incluidos 10 delegados religiosos (2 miembros cada uno de las cuatro escuelas de budismo tibetano y la escuela tradicional Bön). Aparte de los escaños reservados para los representantes religiosos, los cargos de elección popular generalmente están abiertos a los clérigos: el primer ministro de su parlamento es Lobsang Tenzin, un monje budista. La administración del gobierno en el exilio fue encabezada durante décadas por el Dalai Lama, pero en 2011, descartó sus poderes temporales (seculares), manteniendo solo su papel como líder espiritual.